# Tanjung Anom (Ambarawa)
Tanjung Anom is een bestuurslaag in het regentschap Pringsewu van de provincie Lampung, Indonesië. Tanjung Anom telt 1944 inwoners (volkstelling 2010).